# РІНЦ
Російський індекс наукового цитування (РІНЦ) — бібліографічна база даних наукових публікацій вчених Росії і країн СНД в понад 4000 журналах. Для отримання необхідних користувачеві даних про публікації та цитованості статей на основі бази даних РІНЦ розроблено аналітичний інструментарій Science Index. Проєкт РІНЦ розробляється з 2005 року компанією "Наукова електронна бібліотека" (ELIBRARY.ru).

## Історична довідка

### Зарубіжні індекси
Історія створення індексів (або покажчиків) наукового цитування починається з 70-х років XIX століття, коли практично одночасно з'являються індекс юридичних документів Shepard's Citations в 1873 р. та індекс наукових публікацій з медицини Index Medicus в 1879. Останній проіснував аж до 2004 р., всього було видано 45 випусків.
У 1960 році у США Юджином Гарфільд був створений Інститут наукової інформації, основним комерційним продуктом якого став Science Citation Index. Принципи, закладені в SCI, багато в чому визначили подальший розвиток індексів цитування.

### Наукова інформація в СРСР
У СРСР в 1952 році Постановою Ради Міністрів СРСР від 19.07.1952 № 3329 був створений Інститут наукової інформації АН СРСР, який у 1955 році був перейменований в Всесоюзний інститут наукової і технічної інформації. Вже через кілька років після створення ВІНІТІ його величезне значення для розвитку вітчизняної науки і техніки було визнано в країні і за кордоном. У роботі ВІНІТІ беруть участь багато вчених і фахівців.

У той час основним джерелом отримання статистичних даних служили реферативні та бібліографічні видання (зокрема Реферативний журнал ВІНІТІ). Вітчизняні фахівці гідно оцінили можливості, які надав створений у США Ю. Гарфілдом в першій половині 60-х років покажчик наукового цитування «Science Citation Index» (SCI) і почали активно використовувати цей інструмент для дослідження стану вітчизняної науки і порівняння її з світовим рівнем. Проте вже в той час ними усвідомлювалася недостатність SCI для оцінки стану і тенденцій вітчизняної науки, це, зокрема, було пов'язано з очевидною орієнтацією SCI на англомовні журнали.
У 1974 році в ВІНІТІ були зроблені спроби створення вітчизняного покажчика наукового цитування (УНЦ), який в технологічному плані повинен був стати «аналогом» Sci. Такий підхід вимагав значних фінансових і технічних ресурсів, і в підсумку цей проєкт не отримав розвитку.
Більш докладно про  наукометрії в СРСР можна прочитати у статті Ю. В. Грановського «Чи можна вимірювати науку?» Дослідження В. В. Налімова по наукометрії.

### Національні індекси цитування в інших неангломовних країнах
У 1987 р. Китай запускає проєкт зі створення Китайського індексу наукового цитування Chinese Science Citation Index, а в наступному, 1988 з'являється його конкурент — China Scientific and Technical Papers and Citations. У 1997 починається розробка китайського індексу цитування з суспільних наук Chinese Social Sciences Citation Index.
У 1995 році Японія приступає до створення національного індексу цитування Citation Database for Japanese Papers, розробником якого стає Національний інститут інформатики Японії.
Крім того, розробки національних індексів ведуться в Тайвані (Taiwan Humanities Citation Index), а також у ряді європейських країн (Польща, Іспанія). Зокрема, у Польщі розроблено наукометричну платформу Index Copernicus.

## Наукометричний інструментарій РІНЦ

### Профіль учасника
За допомогою бази даних РІНЦ вчений може дізнатися індекс своєї цитованості, хоча цей індекс буде нижче істинного через обмеженість переліку та ретроспективи оброблюваних журналів, дисертацій та авторефератів дисертацій.  У керівництві  описаний порядок дій щодо визначення індексу цитованості для вченого.

## Використання даних РІНЦ в оцінці наукової діяльності
У Росії база даних РІНЦ є одним з основних джерел інформації для оцінки ефективності організацій та авторів, що займаються науковими дослідженнями.
Зокрема, Постанова президії РАН № 201 від 12.10.2010 регламентує використання наступних показників для оцінки результативності наукових організацій Російської академії наук: 

Напрямок оцінки: 2 Науковий потенціал і ефективність наукових досліджень 

Об'єкт оцінки: 2,4 активність публікації 

Показники оцінки: Кількість публікацій працівників наукової організації, віднесена до чисельності дослідників, у тому числі:
- У зарубіжних науково-технічних виданнях,
- У вітчизняних виданнях, включених до переліку ВАК Міносвіти Росії.

Число публікацій працівників наукової організації в Російському індексі наукового цитування (РІНЦ), віднесене до чисельності дослідників.
Цитованість працівників наукової організації в РІНЦ, віднесене до чисельності дослідників. "

## Правила включення видання в РІНЦ
На сьогоднішній день база даних РІНЦ виконує функцію не тільки інструменту для оцінки вчених або наукових організацій на основі  цитування, а й авторитетного джерела бібліографічної інформації з російської наукової періодики та провідних наукових журналів країн СНД..

## Українські наукові видання у РІНЦ
На 2013 р. у базі РІНЦ зареєстровано близько 300 українських наукових журналів.